# Kambodża na Mistrzostwach Świata w Lekkoatletyce 2015
Kambodża na Mistrzostwach Świata w Lekkoatletyce 2015 – reprezentacja Kambodży podczas Mistrzostw Świata w Pekinie liczyła 1 zawodnika, który nie zdobył medalu.

## Występy reprezentantów Kambodży
| Konkurencja            | Zawodnik      | Runda 1  | Runda 1 | Półfinał | Półfinał | Finał    | Finał   |
| Konkurencja            | Zawodnik      | Rezultat | Pozycja | Rezultat | Pozycja  | Rezultat | Pozycja |
| ---------------------- | ------------- | -------- | ------- | -------- | -------- | -------- | ------- |
| Bieg na 200 m mężczyzn | Phearath Nget | 22,11    | 51.     | NQ       | NQ       | NQ       | NQ      |